# It’s My Party
| Оценки критиков | Оценки критиков |
| Источник        | Оценка          |
| --------------- | --------------- |
| AllMusic        | Без оценки      |

«It’s My Party» — песня на английском языке.
Наиболее известна в исполнении американской певицы Лесли Гор, чья версия вышла отдельным синглом в апреле 1963 года. На тот момент певице было 16 лет, и этот сингл стал её дебютным. Песня в её исполнении стала большим хитом, достигнув, в частности, 1 места в США (в чарте Billboard Hot 100) и 9 места в Великобритании (в национальном чарте синглов).
Продюсером записи Лесли Гор был Куинси Джонс.